# Rue Molay
La rue Molay est une rue de Paris aujourd'hui disparue. Elle allait de la rue Portefoin à la rue Perrée. Elle correspond actuellement à la rue Dupetit-Thouars et à une petite section de la rue des Archives.

## Histoire
La rue est ouverte à l'emplacement de l'ancien hospice des Enfants-Rouges, supprimé en 1772 et occupé jusqu'en 1790 par les prêtres de la doctrine chrétienne. La maison et les dépendances sont vendues le 25 brumaire an V (15 novembre 1796) sous la condition de fournir le terrain nécessaire au prolongement de la rue du Grand-Chantier (rue des Enfants-Rouges à partir de 1805, actuellement partie nord de la rue des Archives). Le percement de la rue jusqu'à celle de la Corderie (actuellement rue de Bretagne) est terminé en l'an IX (1800-1801). La rue est alors nommée d'après Jacques de Molay, dernier maître de l'ordre du Temple, en raison de la proximité de la maison du Temple. 
Lors de la création du square du Temple, la rue Molay est prolongée jusqu'à la rue Perrée. Elle est ensuite prolongée jusqu'à la rue Dupetit-Thouars au moment de la construction du Carreau du Temple.
Le 23 mai 1863, un décret déclare d'utilité publique l'alignement des rues des Billettes, de l'Homme-Armé, du Chaume, du Grand-Chantier, des Enfants-Rouges et Molay afin de créer un axe unique traversant le Marais. En 1874, la rue Molay est fusionnée dans la rue des Archives.
En 1910, la partie de la rue située entre la rue de Bretagne et la rue Dupetit-Thouars est renommée « rue Eugène-Spuller » en l'honneur de l'avocat, écrivain, journaliste et homme politique français, Eugène Spuller.